# Aniela Maria Chmielińska
Aniela Maria Chmielińska (ur. 27 listopada 1868 r. w Pułtusku, zm. 5 kwietnia 1936 r. w Warszawie) – etnografka amatorka, założycielka Muzeum Etnograficznego w Łowiczu, działaczka społeczna i oświatowa.

## Życie prywatne
Była córką Józefa Wasiewicza, doktora medycyny, działacza społecznego i kulturalnego, oraz Matyldy z domu Skupiewskich (córki Juliana i Anieli z domu Wołowskiej), zmarłej w 1870 r. przy porodzie drugiego dziecka. Jej siostra Jadwiga zmarła w wieku 8 lat. Mieszkali w Pułtusku.
Wychowywana była w tradycji narodowo-wyzwoleńczej, z domu zaczerpnęła zainteresowanie oświatowe i społeczne. Ukończyła pensję Anny Jasińskiej w Warszawie, opanowała trzy języki. Przez chęć dalszej edukacji samokształciła się.
16 lutego 1887 r. wyszła za mąż za lekarza Jana Chmielińskiego herbu Leszczyc (ur. 27 maja 1860 r., zm. w październiku 1918 r.). Zamieszkali w Ciechanowie, gdzie Jan prowadził praktykę. Później przenieśli się do Płocka, Łowicza, a następnie do majątku w Kłudzienku k. Grodziska Mazowieckiego, gdzie Jan zmarł. Mieli czwórkę dzieci: Zofię Józefę (później Łaguna) – nauczycielkę; Hannę Matyldę (później Skawińską) – nauczycielkę; Marię Antoninę – pracowała na Uniwersytecie Poznańskim, m.in. napisała „Biografię Zielarstwa”; Stanisława – pracownika Ministerstwa Rolnictwa, ochotnika w wojnie polsko-bolszewickiej, posła V kadencji na Sejm II RP, w latach 1956–1964, naczelnika wydziału Handlu Warzywami i Owocami przy Ministerstwie Handlu Wewnętrznego.
Była honorową członkinią Polskiego Towarzystwa Krajoznawczego (PTK) – pierwszą uhonorowaną kobietą, za działalność na rzecz strajku młodzieżowego w Płocku otrzymała w 1930 r. Odznakę Honorową „Za walkę o szkołę polską”, Dział Etnograficzny Muzeum w Łowiczu nosi jej imię.
Aniela Chmielińska na prośbę mieszkańców Łowicza została pochowana w tym mieście, na cmentarzu kolegialnym. Pośmiertnie jej nazwiskiem nazwano jedną z ulic Łowicza.

## Działalność w Płocku
Działała charytatywnie w Towarzystwie Dobroczynności, zajmowała się najbiedniejszą dzielnicą miasta. Była przewodniczącą Sekcji Wychowawczej Oddziału Towarzystwa Higienicznego, zajmowała się badaniami dotyczącymi warunków mieszkaniowych  dozorców i opiekunów domów, podjęła akcję kąpieli dzieci ubogich, w projekcie „Ogrodu Kolarzy”  organizowała aktywność fizyczną dzieci na placach zabaw i  boiskach.
Podczas zaborów dom rodzinny Chmielińskich był jednym z ognisk młodzieżowego ruchu oporu byłych szkół rosyjskich. Prowadziła konspiracyjną pracę z młodzieżą szkolną; organizowała strajk szkolny w 1905 r.; prowadziła również tajne nauczanie. Przez tę działalność Jan Chmieliński stracił pracę i w rezultacie małżeństwo przeniosło się do Łowicza. Chmielińska współpracowała z Towarzystwem Zbiorów Szkolnych, co zapoczątkowało jej zainteresowanie muzealnictwem.

## Działalność w Łowiczu
W czasie pobytu w Łowiczu A. Chmielińska zajęła się historią Ziemi Łowickiej, opracowała projekt utworzenia Muzeum Etnograficznego Ziemi Łowickiej. W 1906 r. współtworzyła oddział Towarzystwa Zbiorów Szkolnych, a w 1909 r. oddział  PKT, organizowała wykłady, odczyty, wycieczki m.in. do Warszawy, Włocławka; uczyła przyrody w szkole Jadwigi Starzyńskiej.

## Muzeum – działanie i propagowanie
A. Chmielińska kolekcjonowała wytwory rękodzielnicze Ziemi Łowickiej, zbierała pająki, wycinanki, ołtarzyki, zachwycały ją także stroje łowickie – pasiaste kiecki, fartuchy, gorsety, wyszycia. Propagowała prace łowiczanek, m.in. pokazując ich prace na wystawach, w 1930 r. zawiązała sekcję pośrednictwa pracy, skupiającą hafciarki, pośredniczyła w sprzedaży ich wyrobów w kraju i za granicę.
W 1910 r. otworzyła w Łowiczu Muzeum Etnograficzne, działające pod opieką PTK.  W 1913 r. zostało przeniesione do większego lokalu, uległo zniszczeniu podczas walk nad Bzurą podczas I wojny światowej, od 1926 r. ponownie zaczęto gromadzić eksponaty. Muzeum zostało ponownie otwarte w 1931 r.
A. Chmielińska przygotowała 20 wystaw, m.in. krajoznawczą w Łodzi (1909), zdobnictwa ludowego w Warszawie (1911), wystawę prac kobiet w Pradze czeskiej (1912), przedmioty etnograficzne na wystawie „Wieś polska” w Liskowie (1925).

## Działalność dla idei
Należała do ruchu ludowego, walczyła o pełne prawa obywatelskie dla wszystkich ludzi, propagowała naukę i czytelnictwo na wsiach. W artykułach pisała, że rolą matki jest wyposażenie dzieci w książki, a kobiety powinny otwierać czytelnie, ochronki dla dzieci. Przewodniczyła sekcji nauczania Polskiej Macierzy Szkolnej, była członkinią Zarządu Głównego Wydziału Kół Gospodyń Wiejskich w Warszawie, zakładała koła i organizowała kursy kształcące w całej Polsce, prowadziła lekcję, organizowała wykłady, odczyty w Muzeum. Należała także do Narodowej Organizacji Kobiet. Pisała do czasopism rolniczych,  zwracała się  m.in. do kobiet, twierdząc, że postęp nastąpi dzięki nim i ich zaangażowaniu w sprawy oświatowe, wychowawcze. Walczyła z alkoholizmem, sądząc że jest to jeden z powodów biedy w miastach i we wsiach, wygłaszała prelekcje w szkołach o jego szkodliwości. Działała na rzecz równouprawnienia kobiet, m.in. w Muzeum wygłosiła odczyt „Kobieta w społeczeństwie”, w którym mówiła o sile i przyszłości kobiet.

## Publikacje
Bibliografia Chmielińskiej liczy 274 pozycje, opublikowane w 34 czasopismach. Większość stanowią artykuły i przyczynki o charakterze społecznym, prace na temat ludowej kultury łowickiej, zielarstwa, haftów, opisuje też sylwetki twórców ludowych. Najważniejsze prace to monografie Księżacy (Kraków 1925), Księżacy i ich strój  (Warszawa 1930), Z życia Księżaków (1935). Jej teksty opublikowano w książce Żywe ogniwa. Wybór tekstów polskich etnografek (1888–1939). Wydawcą jest Państwowy Instytut Wydawniczy i Narodowy Instytut Muzealnictwa i Ochrony Zbiorów.